# Namiestnictwo (ZHP)
Namiestnictwo to w ZHP zespół programowo-metodyczny działający przy hufcu, mający służyć pomocą drużynowym i funkcyjnym danej grupy metodycznej. Powoływane jest przez właściwą Komendę Hufca. Ze względu na grupy metodyczne można wyróżnić namiestnictwa: zuchowe, harcerskie, starszoharcerskie, wędrownicze.
Odpowiednikiem namiestnictw w chorągwiach są referaty, zaś w Głównej Kwaterze są to wydziały.
Zadaniem namiestnictwa jest koordynacja i wspieranie pracy drużyn, wspieranie rozwoju drużynowych oraz kadry drużyn, przygotowanie i realizacja rocznego planu pracy namiestnictwa, który jest integralną częścią planu pracy hufca, pozyskiwanie nowej kadry, organizacja Harcerskiej Akcji Letniej i Zimowej, reprezentowanie drużynowych w hufcu.
Na czele namiestnictwa stoi namiestnik mianowany rozkazem właściwego Komendanta Hufca. Niekiedy mianowanie wynika z wyboru dokonanego przez członków namiestnictwa.
Podobną rolę pełni krąg metodyczny.